# Nitra
Nitra ([ˈɲitra]ⓘ (del húngaro: Nyitra) es la cuarta ciudad más grande de Eslovaquia. Situada al pie de la montaña de Zobor en el valle del río Nitra, capital del distrito y la región homónimos.

## Historia
Nitra y Bratislava son las ciudades más antiguas de Eslovaquia. Los orígenes de Nitra como ciudad con referencia histórica segura datan del año 828.

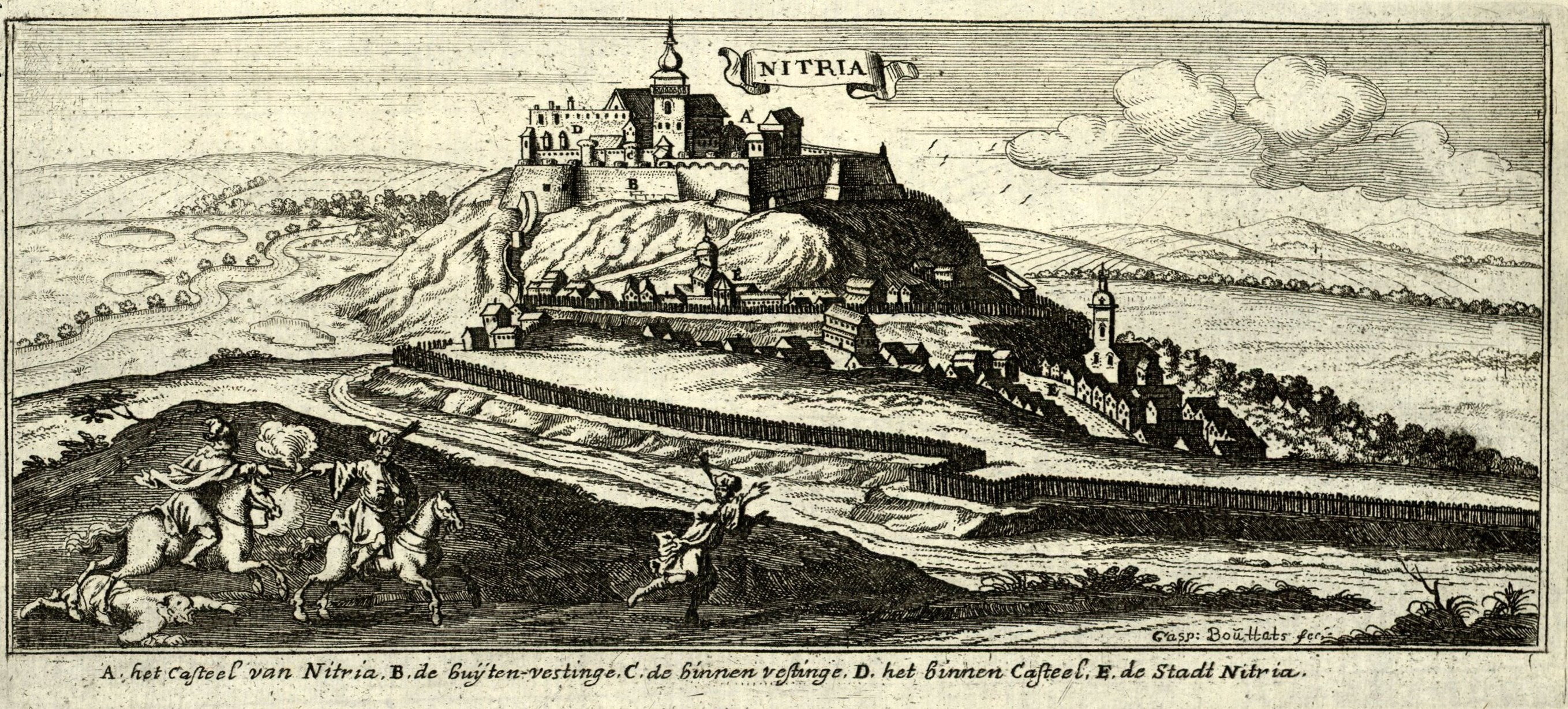
Nitra hacia finales del

Nitra es una ciudad de importancia histórica extraordinaria. Habitada desde tiempo inmemorial, fue el asiento de los primeros eslovacos. La primera iglesia cristiana en Europa Central y Oriental, fue construida allí en 828 durante la época del Principado de Nitra, el cual formaría parte de la corona de Hungría por varios siglos desde el siglo XI. Igualmente sería también el primer obispado conocido en la actual Eslovaquia (erigido en 880). 
Después de la batalla de Mohács de 1526, terminó en poder de la Casa de Habsburgo, fue tomada y saqueada por las tropas transilvanas de Gabriel Bethlen en 1621 y ocupada brevemente por los otomanos entre agosto de 1663 y abril de 1664.
Estructuras notables situadas en Nitra:
- Catedral basílica de San Emerano;
- Iglesia piarista;
- La Ciudad Vieja (Staré Mesto), dominada por el castillo (Hrad), que es uno de los complejos arquitectónicos antiguos más interesantes de Eslovaquia.

## Geografía
Nitra se encuentra a una altitud de 190 metros (623 pies) sobre el nivel del mar y cubre un área de 100,48 kilómetros cuadrados (38,8 millas cuadradas). Se ubica en el valle del río Nitra, en la llanura del Danubio, donde se encuentra la mayor parte de la ciudad. Una parte más pequeña se encuentra en el extremo sur de las montañas Tribeč, más precisamente en la falda del monte Zobor, a 587 metros (1926 pies). Se encuentra aproximadamente a medio camino entre la capital eslovaca, Bratislava, a 92 kilómetros (57 millas) de distancia, y la ciudad central eslovaca de Banská Bystrica, a 118 kilómetros (73 millas). Otras ciudades en los alrededores incluyen Trnava al oeste (53 km), Topoľčany al norte (35 km), Levice al este (42 km), y Nové Zámky (37 km) y Komárno (71 km) al sur. Dentro de los límites de la ciudad se encuentra la reserva natural nacional Zoborská lesostep.

### Clima
Nitra se encuentra en un clima continental húmedo (según la clasificación climática de Köppen Dfc) con cuatro estaciones bien diferenciadas. Se caracteriza por una importante variación entre veranos calurosos e inviernos fríos y nevados. La ciudad se encuentra en la zona más cálida y seca de Eslovaquia.
| Parámetros climáticos promedio de Nitra (1991-2020) | Parámetros climáticos promedio de Nitra (1991-2020) | Parámetros climáticos promedio de Nitra (1991-2020) | Parámetros climáticos promedio de Nitra (1991-2020) | Parámetros climáticos promedio de Nitra (1991-2020) | Parámetros climáticos promedio de Nitra (1991-2020) | Parámetros climáticos promedio de Nitra (1991-2020) | Parámetros climáticos promedio de Nitra (1991-2020) | Parámetros climáticos promedio de Nitra (1991-2020) | Parámetros climáticos promedio de Nitra (1991-2020) | Parámetros climáticos promedio de Nitra (1991-2020) | Parámetros climáticos promedio de Nitra (1991-2020) | Parámetros climáticos promedio de Nitra (1991-2020) | Parámetros climáticos promedio de Nitra (1991-2020) |
| Mes                                                 | Ene.                                                | Feb.                                                | Mar.                                                | Abr.                                                | May.                                                | Jun.                                                | Jul.                                                | Ago.                                                | Sep.                                                | Oct.                                                | Nov.                                                | Dic.                                                | Anual                                               |
| --------------------------------------------------- | --------------------------------------------------- | --------------------------------------------------- | --------------------------------------------------- | --------------------------------------------------- | --------------------------------------------------- | --------------------------------------------------- | --------------------------------------------------- | --------------------------------------------------- | --------------------------------------------------- | --------------------------------------------------- | --------------------------------------------------- | --------------------------------------------------- | --------------------------------------------------- |
| Temp. máx. abs. (°C)                                | 17.0                                                | 19.5                                                | 23.1                                                | 30.6                                                | 32.4                                                | 36.2                                                | 38.6                                                | 39.0                                                | 33.4                                                | 28.2                                                | 21.4                                                | 15.5                                                | 39.0                                                |
| Temp. máx. media (°C)                               | 2.6                                                 | 5.4                                                 | 11.0                                                | 17.6                                                | 21.9                                                | 25.7                                                | 28.0                                                | 27.7                                                | 22.2                                                | 15.7                                                | 9.0                                                 | 3.3                                                 | 15.8                                                |
| Temp. media (°C)                                    | -0.5                                                | 1.3                                                 | 5.5                                                 | 11.4                                                | 16.0                                                | 19.6                                                | 21.7                                                | 21.1                                                | 15.9                                                | 10.4                                                | 5.6                                                 | 0.7                                                 | 10.7                                                |
| Temp. mín. media (°C)                               | -3.8                                                | -2.6                                                | 0.6                                                 | 5.0                                                 | 9.5                                                 | 13.0                                                | 14.6                                                | 14.6                                                | 10.3                                                | 5.9                                                 | 2.3                                                 | -2.1                                                | 5.6                                                 |
| Temp. mín. abs. (°C)                                | -23.8                                               | -19.9                                               | -13.3                                               | -6.9                                                | -3.0                                                | 3.4                                                 | 5.0                                                 | 5.2                                                 | 1.2                                                 | -9.3                                                | -11.7                                               | -20.5                                               | -23.8                                               |
| Precipitación total (mm)                            | 33                                                  | 29                                                  | 33                                                  | 36                                                  | 53                                                  | 59                                                  | 65                                                  | 55                                                  | 58                                                  | 46                                                  | 45                                                  | 42                                                  | 559                                                 |
| Días de precipitaciones (≥ 1 mm)                    | 7                                                   | 6                                                   | 6                                                   | 6                                                   | 8                                                   | 7                                                   | 7                                                   | 6                                                   | 6                                                   | 6                                                   | 8                                                   | 7                                                   | 82                                                  |
| Días de nevadas (≥ 1 mm)                            | 10                                                  | 7                                                   | 4                                                   | 0.7                                                 | 0                                                   | 0                                                   | 0                                                   | 0                                                   | 0                                                   | 0.2                                                 | 3                                                   | 7                                                   | 33                                                  |
| Horas de sol                                        | 64                                                  | 103                                                 | 158                                                 | 223                                                 | 263                                                 | 274                                                 | 290                                                 | 285                                                 | 196                                                 | 141                                                 | 73                                                  | 52                                                  | 71                                                  |
| Humedad relativa (%)                                | 82                                                  | 79                                                  | 69                                                  | 62                                                  | 64                                                  | 65                                                  | 62                                                  | 65                                                  | 70                                                  | 74                                                  | 81                                                  | 86                                                  | 71                                                  |
| Fuente: NOAA                                        |                                                     |                                                     |                                                     |                                                     |                                                     |                                                     |                                                     |                                                     |                                                     |                                                     |                                                     |                                                     |                                                     |

## Demografía
| Año        | 1994   | 2004    | 2014    | 2024    |
| ---------- | ------ | ------- | ------- | ------- |
| Población  | 87 127 | 85 742  | 78 033  | 75 945  |
| Diferencia |        | −1,58 % | −8,99 % | −2,67 % |

| Año        | 2023   | 2024    |
| ---------- | ------ | ------- |
| Población  | 76 499 | 75 945  |
| Diferencia |        | −0,72 % |

## Deporte
- FC Nitra juega en la segunda división tras haber descendido en la temporada 2020-21 de la superliga al haber quedado último. Su estadio es el Štadion pod Zoborom con capacidad para 11 384 espectadores, el equipo también compite en la Copa de Eslovaquia.
- HK Nitra: Hockey sobre Hielo Nitra Aréna: 4800 capacidad
- MBK SPU Nitra: Baloncesto Mestská hala Nitra-2300 capacidad

## Ciudades hermanadas
- Zoetermeer (Países Bajos)
- Guadalajara (España)
- Manises (España)